# Djupsjön (Regna socken, Östergötland, 653823-148972)
Djupsjön är en sjö i Finspångs kommun i Östergötland och ingår i Nyköpingsåns huvudavrinningsområde. Sjön har en area på 0,0846 kvadratkilometer och ligger 113,3 meter över havet.

## Delavrinningsområde
Djupsjön ingår i det delavrinningsområde (653694-148987) som SMHI kallar för Inloppet i Ålsjön. Medelhöjden är 97 meter över havet och ytan är 44,37 kvadratkilometer. Det finns inga avrinningsområden uppströms utan avrinningsområdet är högsta punkten. Regnaholmsån som avvattnar avrinningsområdet har biflödesordning 3, vilket innebär att vattnet flödar genom totalt 3 vattendrag innan det når havet efter 116 kilometer. Avrinningsområdet består mestadels av skog (81 procent). Avrinningsområdet har 2,51 kvadratkilometer vattenytor vilket ger det en sjöprocent på 5,7 procent.